# 德爾格萬
德爾格萬是伊朗的城市，位於該國南部，由霍爾木茲甘省負責管轄，距離首府阿巴斯港26公里，海拔高度25米，2006年人口7,996，居民主要信奉遜尼派。